# 칼케돈

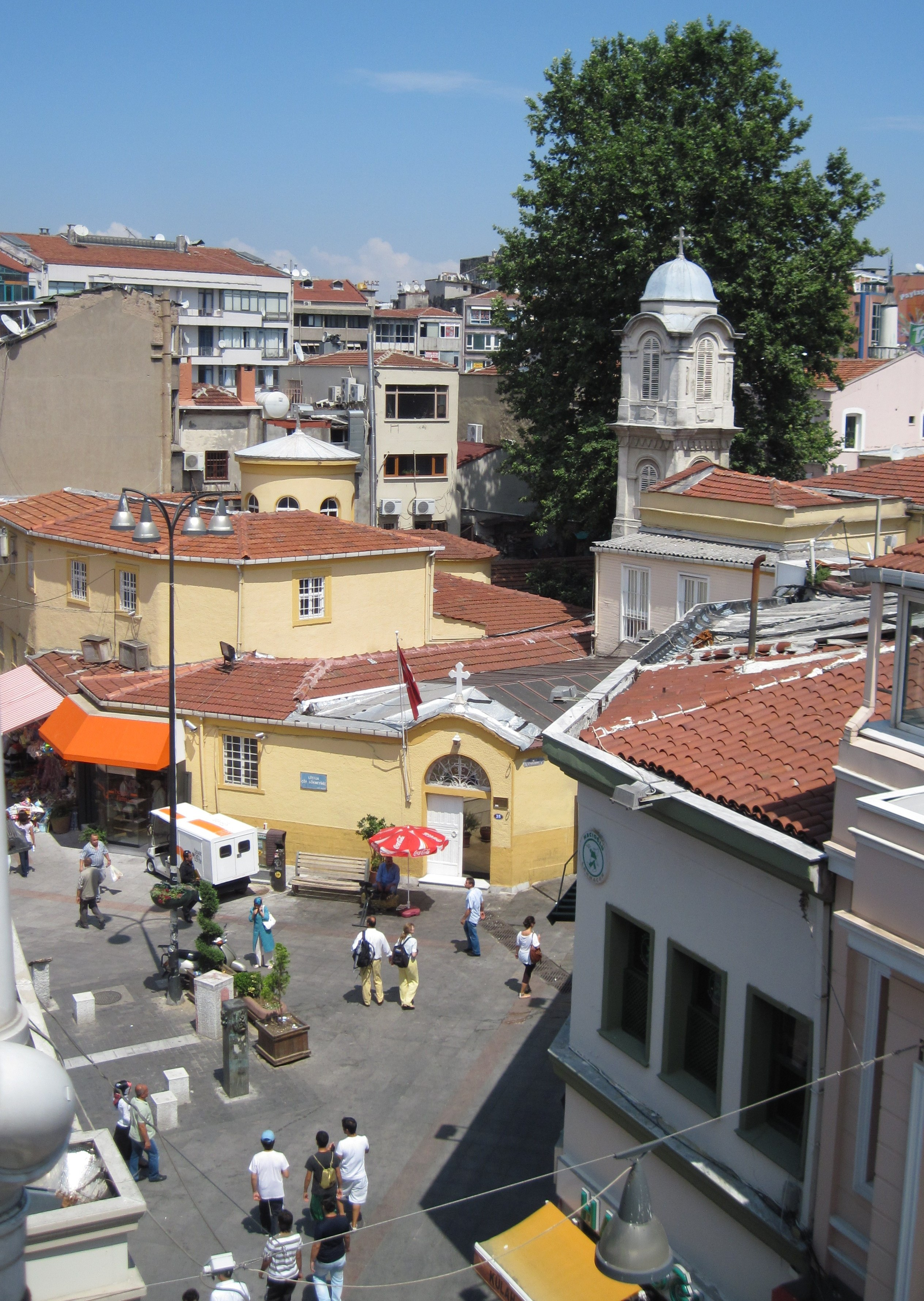
칼케돈 수도 대교구의 그리스정교회 성당

칼게돈(Chalcedon, 켈시던)은 아나톨리아 비티니아의 고대 마을이다. 위스퀴다르의 남쪽(현대의 위스퀴다르)의 비잔티움 반대편에 위치했으며 지금은 카디쾨이라는 이스탄불 도시의 한 구역이다. 헤로도토스의 역사 (헤로도토스), 크세노폰의 헬레니카, 아리아노스의 아나바시스 등의 작품에서 이 마을의 기록을 볼 수 있다.

## 저명한 출신
- 헤로필로스: 그리스의 의사
- 트라시마코스: 그리스의 궤변가
- 크세노크라테스: 그리스의 철학자